# 库伦-文多夫
库伦-文多夫是德国梅克伦堡-前波莫瑞州的一个市镇。总面积49.61平方公里，总人口922人，其中男性477人，女性445人（2011年12月31日），人口密度19人/平方公里。